# Julian Sielewicz
Julian Sielewicz (ur. 20 marca 1892 w Justynowie, zm. wiosną 1940 w Katyniu) – podpułkownik pilot balonowy i sterowcowy, obserwator balonowy lotnictwa Wojska Polskiego, kawaler Orderu Virtuti Militari, ofiara zbrodni katyńskiej.

## Życiorys

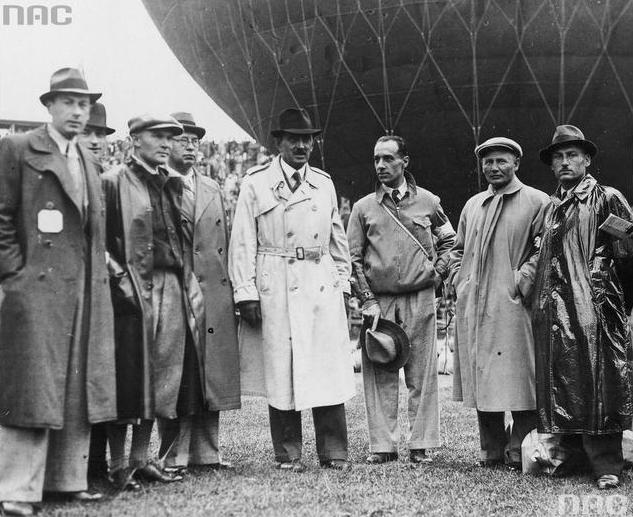
Polska ekipa podczas zawodów o Puchar Gordona Bennetta w Belgii (czerwiec 1937). Czwarty od lewej Julian Sielewicz. Obok m.in. Franciszek Janik, Franciszek Hynek, Jan Wolszlegier, Zbigniew Burzyński i Bronisław Koblański

Urodził się 20 marca 1892 w majątku Justynowo (ówczesny powiat święciański, w okresie II RP obszar gminy Kozłowszczyzna) jako syn Franciszka i Eleonory z domu Malinowskiej. Jego bratem był m.in. Leonard (ur. 1881).
Julian Sielewicz wczesne dzieciństwo spędził we dworze i tutaj początkowo pobierał nauki. Ponieważ ojciec przewidywał rozwój młyna wodnego, zatem w dzieinie młynarstwa chciał wykształcić syna. Dlatego też wysłał go do nowo utworzonej, czteroletniej Odeskiej Szkoły Młynarsko-Technicznej. 20 czerwca 1914 został powołany do odbycia służby w 97 Liftlandzkim Pułku Piechoty armii Imperium Rosyjskiego. Po wstępnym przeszkoleniu skierowano go na I wojenny kurs  dla kandydatów na oficerów piechoty do Kazańskiej Szkoły Wojskowej. Ukończył ją 1 grudnia 1914, a następnie został przydzielony do pułku zapasowego w Tule, w którym służył do 8 czerwca 1915. Od 8 czerwca 1915 był dowódcą kompanii w 6 Finlandzkim Pułku Strzeleckim. W 1915 został mianowany chorążym, a następnie awansowany do stopnia podporucznika. W 1916 otrzymał awanse na porucznika i podkapitana. 28 maja 1916 podczas bitwy pod Krsnem odniósł rany. Następnie przeszedł leczenie i w lutym 1917 został delegowany do Oficerskiej Szkoły Żeglugi Powietrznej na Wołkowym Polu pod Piotrogrodem, którą ukończył 28 maja tegoż roku. Wówczas został starszym oficerem 26 Korpuśnego Oddziału Żeglugi Powietrznej i pełnił tam służbę do 8 grudnia 1917. Następnie chciał przedostać się do Mińska Litewskiego, gdzie był formowany 1 Polski Oddział Balonowy.
Dopiero w lutym 1918 dotarł do I Korpusu Polskiego w Rosji gen. Józefa Dowbora-Muśnickiego (tzw. dowborczycy), w którego ramach do 26 sierpnia 1918 był dowódcą plutonu 1 kompanii Legii Rycerskiej. Po likwidacji Korpusu do stycznia 1919 należał do Drużyn Samoobrony Ziemi Wileńskiej.
8 lutego 1919 wstąpił do Wojska Polskiego. Wówczas został dowódcą 12 kompanii strzeleckiej Mińskiego Pułku Strzelców Wojska Litwy Środkowej (późniejszy polski 86 Pułk Piechoty). W szeregach tej jednostki jako dowódca 5 kompanii brał udział w wojnie polsko-bolszewickiej 1920, walcząc w bitwie pod Słonimem, pod Baranowiczami oraz nad Berezyną, podczas której 3 lipca 1920 został ciężko ranny w płuca (trafił na leczenie do Warszawy). 15 maja 1920 jego kompania rozbiła bolszewicki 496 Pułk Piechoty w miejscowości Babij Bór. Za swoje czyny zakończone zniszczeniem pułku nieprzyjaciela pod Babim Borem otrzymał Order Virtuti Militari.
Do służby wrócił w kwietniu 1921. 8 maja 1921 został mianowany oficerem informacyjno-wywiadowczym, a dwa tygodnie później dowódcą plutonu telegraficznego w macierzystym pułku. Rozkazem z 4 sierpnia 1921 przydzielony do Departamentu III Żeglugi Powietrznej Ministerstwa Spraw Wojskowych, następnie odkomenderowany do Oficerskiej Szkoły Aeronautycznej w Toruniu, którą ukończył w maju 1922. Wówczas otrzymał przydział do II batalionu aeronautycznego w Legionowie. Tam został dowódcą 2 kompanii balonów obserwacyjnych. Od grudnia 1923 był dowódcą IV Batalionu Balonowego w Krakowie. W 1924 został awansowany do stopnia majora ze starszeństwem z dniem 1 lipca 1923. W czerwcu 1924 został komendantem parku batalionu balonowego w Toruniu. Od sierpnia 1925 do 1 października odbył kurs pilotów sterowcowych i uzyskał tytuł pilota sterowcowego. Również w 1925 został absolwentem kursu kwatermistrzów, po czym od stycznia 1926 był kwatermistrzem batalionu balonowego. 30 sierpnia 1927 został zastępcą dowódcy batalionu balonowego (od 1929 pod nazwą 1 Batalion Balonowy). Od listopada 1927 do lutego 1928 był słuchaczem kursu oficerów sztabowych przy Wyższej Szkoły Wojennej w Warszawie. W 1928 w stopniu majora był zweryfikowany w korpusie oficerów lotnictwa z lokatą 2.
B brał udział w zawodach balonowych:
- w 1929:
  - 3 maja 1929 w zawodach balonowych (zorganizowanych przez 1 batalion balonowy dla upamiętnienia 10 rocznicy powstania wojsk balonowych) zajął drugie miejsce na balonie „Wilno”[3],
  - 15 sierpnia 1929 w Międzynarodowych Zawodach Balonów Wolnych w Poznaniu (zorganizowanych z okazji Powszechnej Wystawy Krajowej w Poznaniu) zajął szóste miejsce w parze ze Zbigniewem Burzyńskim na balonie „Wilno”[4][5];
- w 1930:
  - 3 maja 1930 w zawodach balonowych (zorganizowanych przez 1 Batalion Balonowy z okazji święta jednostki) zajął pierwsze miejsce (wraz z kpr. z cenz. Tadeuszem Kunkelem, st. szer. z cenz. Marianem Łozińskim i st. szer. z cenz. Marianem Wronką) na balonie „Wilno”[3],
  - 5 października 1930 w IV Krajowych Zawodach Balonów Wolnych o Puchar im. płk. Aleksandra Wańkowicza w Warszawie na Polu Mokotowskim zajął trzecie miejsce w parze z por. Czesławem Gałeckim na balonie „Wilno”[4][5].

9 lutego 1931 został dowódcą 2 Batalionu Balonowego w Legionowie i pozostał nim do 1939. 1 stycznia 1932 został awansowany do stopnia podpułkownika. Od 1934 równocześnie pełnił funkcję komendanta garnizonu Legionowo. W 1937 zasiadał w Komitecie Organizacyjnym I Polskiego Lotu Stratosferycznego (I-PLS), w którego ramach został zbudowany największy na świecie tradycyjny balon stratosferyczny, „Gwiazda Polski”, a jako dowódca 2 Batalionu Balonowego zaakceptował cały projekt.
Po wybuchu II wojny światowej od początku kampanii wrześniowej 1 września 1939 był komendantem Bazy Balonowej nr 1. Następnie ewakuował się z kołowym rzutem Bazy Balonowej nr 1 na wschód w okolice Włodawy, po czym poruszał się w kierunku południowo-wschodnim. Po agresji ZSRR na Polskę został wzięty do niewoli przez Sowietów i przewieziony do obozu w Kozielsku. Osadzony był tam również jego brat Leonard (major służby saperskiej w stanie spoczynku, wcześniej oficer 3 Pułku Saperów Wileńskich i 6 Batalionu Saperów). Wiosną 1940 Julian Sielewicz został przetransportowany do Katynia i rozstrzelany przez funkcjonariuszy Obwodowego Zarządu NKWD w Smoleńsku oraz pracowników NKWD przybyłych z Moskwy na mocy decyzji Biura Politycznego KC WKP(b) z 5 marca 1940. Został pochowany na terenie obecnego Polskiego Cmentarza Wojennego w Katyniu, gdzie w 1943 jego ciało zidentyfikowano podczas ekshumacji prowadzonych przez Niemców pod numerem 494 (dosł. określony jako Julian Zielewicz). Przy zwłokach Juliana Sielewicza zostały odnalezione międzynarodowa legitymacja Aeroklubu, dwie karty rybołówcze, Odznaka Obserwatora Balonowego i krzyżyk z łańcuszkiem. 
Julian Sielewicz był kawalerem. 
Jego brat Leonard także został zamordowany w katyńskim lesie wiosną 1940.

## Upamiętnienie
5 października 2007 Minister Obrony Narodowej Aleksander Szczygło awansował go pośmiertnie do stopnia pułkownika. Awans został ogłoszony 9 listopada 2007 w Warszawie, w trakcie uroczystości „Katyń Pamiętamy – Uczcijmy Pamięć Bohaterów”.
Decyzją Ministra Obrony Narodowej z 16 lipca 2008 1 batalion zaopatrzenia 1 Warszawskiej Dywizji Zmechanizowanej im. Tadeusza Kościuszki otrzymał nazwę wyróżniającą Legionowski oraz patronat Juliana Sielewicza (1 Legionowski Batalion Zaopatrzenia im. płk Juliana Sielewicza – JW 3350 został rozformowany w 2012).
13 września 2008 na cmentarzu w Jabłonnie została odsłonięta tablica pamiątkowa honorują oficerów i żołnierzy 2 Batalionu Balonowego, ofiar zbrodni katyńskiej, wśród których został wymieniony ppłk Julian Sielewicz.
W ramach akcji „Katyń... pamiętamy” / „Katyń... Ocalić od zapomnienia” został zasadzony Dąb Pamięci, honorujący Juliana Sielewicza, w Legionowie.
Jego krewna Barbara Dulska odsłoniła 3 maja 2010 Pomnik Ofiar Zbrodni Katyńskiej w Legionowie.
Decyzją Ministra Obrony Narodowej z 9 marca 2018 Ośrodek Rozpoznania Obrazowego (ORO) otrzymał imię płk. Juliana Sielewicza.

## Awanse
- chorąży – 1915
- podporucznik – 1915
- porucznik – 1916
- podkapitan – 1916
- kapitan – 1922
- major – 1924
- podpułkownik – 1932
- pułkownik – 2008 (pośmiertnie)

## Ordery i odznaczenia
- Krzyż Srebrny Orderu Wojskowego Virtuti Militari nr 4144 (1922)[25]
- Złoty Krzyż Zasługi – 22 września 1936 „za zasługi na polu sportu balonowego”[26][27]
- Medal Pamiątkowy za Wojnę 1918–1921
- Medal Dziesięciolecia Odzyskanej Niepodległości (1928)
- Złota Odznaka Honorowa Ligi Obrony Powietrznej i Przeciwgazowej I stopnia[28]
- Państwowa Odznaka Sportowa I stopnia
- Odznaka Obserwatora Balonowego I klasy (1934)
- Odznaka za Rany i Kontuzje z jedną gwiazdką
- Order Świętego Stanisława III klasy (Imperium Rosyjskie)
- Order Świętej Anny III klasy (Imperium Rosyjskie)
- Order Świętej Anny IV klasy (Imperium Rosyjskie)